# Archives de la Couronne d'Aragon

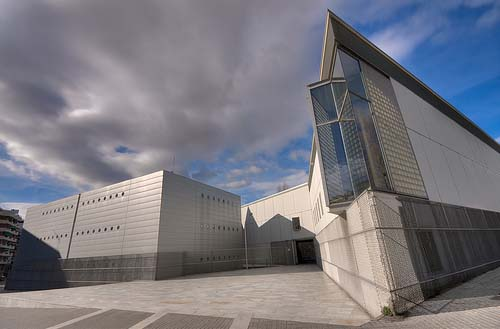
Le nouveau siège des Archives de la Couronne d'Aragon

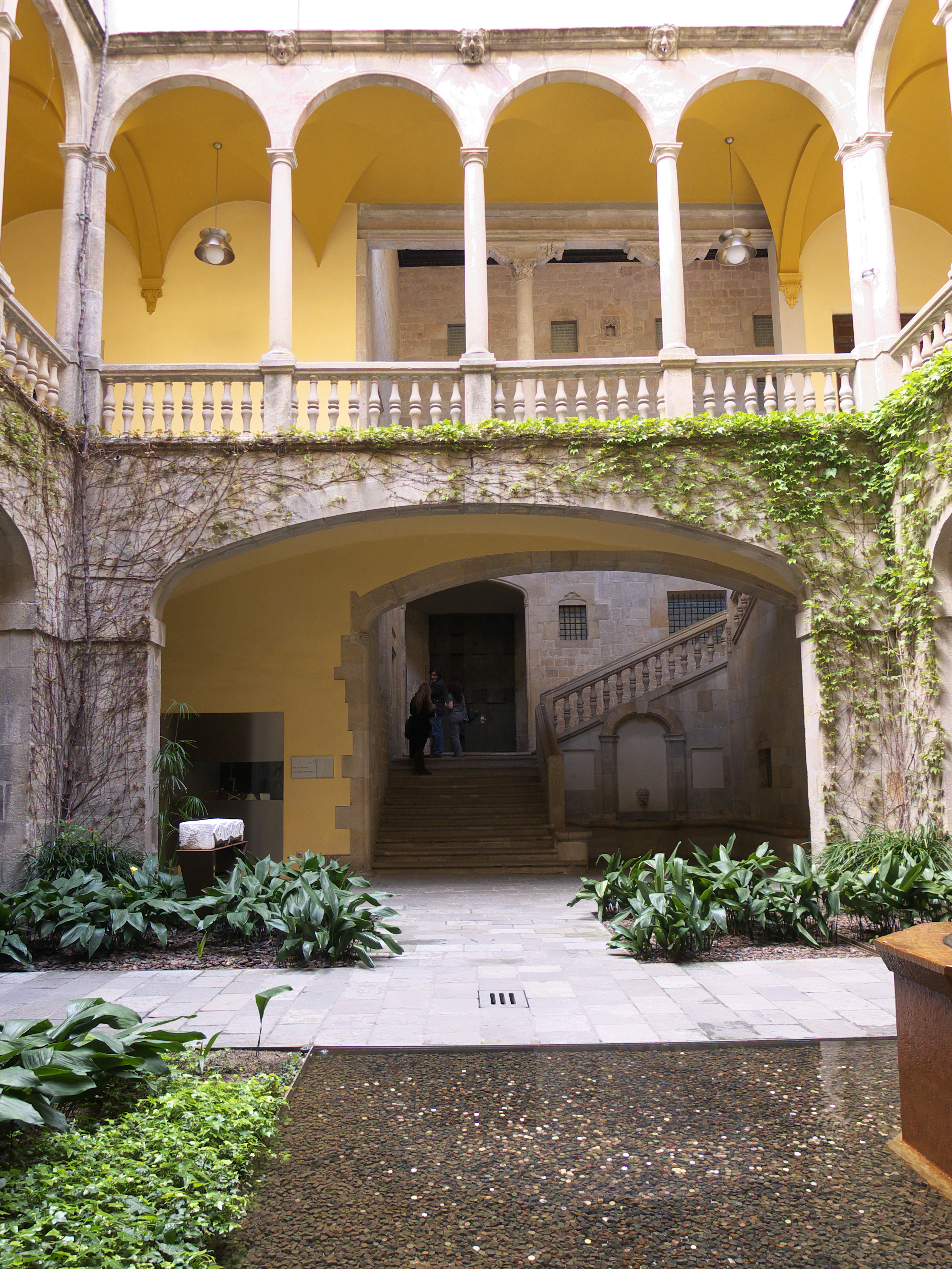
Archives de la Couronne d'Aragon, Palacio de los Virreyes (1549-1577) à Barcelone

Les Archives de la Couronne d'Aragon (en catalan : Arxiu de la Corona d'Aragó, acronyme : ACA), originellement Archives royales de Barcelone (Arxiu Reial de Barcelona), est une institution catalane et espagnole sise à Barcelone dont la mission est d'assurer la conservation des documents des anciennes institutions de la couronne d'Aragon ainsi que d'autres ressources historiques.
En 1994, son siège est transféré du Palau del Lloctinent, faisant partie de l'ancien Palais Royal de Barcelone, à un bâtiment moderne à la rue Almogàvers tout en conservant son ancien site à l'usage principal d'expositions.
Les Archives ont reçu le Label du patrimoine européen.

## Historique
Les Archives royales de Barcelone ont été fondées en 1318 à Barcelone par le roi Jacques II d'Aragon le Juste. En 1419, il fonde également les Archives royales de Valence, où sont déposés les fonds judiciaires du contrôle économique de l'administration du royaume. Peu après la Guerre de Succession d'Espagne (1701-1714), Javier Garma est nommé à la tête des archives. Il tente de créer un véritable fonds d'archives pour la Couronne d'Aragon en réunissant les Archives royales de Barcelone et tous les fonds de l'administration royale des territoires de l'ancienne couronne d'Aragon. Ce projet a inspiré Pròsper de Bofarull i Mascaró, chef des Archives entre 1814 et 1849 et créateur de l'institution actuelle.